# John Adshead
John Adshead, né le 27 mars 1942, est un entraîneur de football anglais.
Il est le sélectionneur de la Nouvelle-Zélande lors de la première qualification de son histoire en Coupe du monde en 1982.

## Carrière
John Adshead arrête sa carrière de joueur dès 1964, à 22 ans, à la suite d'une blessure sérieuse. Il jouait alors dans un club de la région d'Exeter. Il se reconvertit dans l'encadrement. En 1970 il émigre en Australie. En 1976 il signe au Manurewa AFC, près d'Auckland en Nouvelle-Zélande. Il y remporte six trophées dont la Coupe de Nouvelle-Zélande de football (Chatham Cup) en 1978.
En mai 1979, il est nommé sélectionneur de l'équipe de Nouvelle-Zélande de football. La sélection déçoit en Coupe d'Océanie de football 1980 mais elle parvient à qualifier pour la première fois de son histoire à la Coupe du monde de football, en prenant le dessus sur l'Indonésie, l'Australie puis la Chine en match d'appui, en janvier 1982. Lors du Mondial en Espagne, les All Whites ne peuvent rien face à l’Écosse, l'Union soviétique et le Brésil. Adshead quitte la sélection après la compétition sur un bilan de 23 victoires et 22 défaites en 55 matchs. En 1988, après plusieurs années sans activité notoire, il est rappelé à la tête de la sélection en vue des tours préliminaires à la Coupe du monde de football 1990. Après l'élimination des Néo-Zélandais face à Israël en 1989, il démissionne.
Il repart entrainer dans d'autres pays, notamment à Perth, en Australie, et à Oman. En 2005, il est nommé à la tête des New Zealand Knights pour la saison inaugurale de A-League, le championnat professionnel australien. La saison tourne au désastre, à la suite de quoi il arrête sa carrière d'entraîneur.
En 2013, il est fait officier de l'Ordre du mérite de Nouvelle-Zélande pour les services rendus au football néo-zélandais.